# Marrakechavtalet
Marrakechavtalet eller Marrakechdeklarationen var ett avtal som skrevs på i Marrakech i Marocko den 15 april 1994, och ledde till bildandet av WTO den 1 januari 1995. Avtalet utvecklades ur gamla GATT.

### Fotnoter
1. ↑  Marrakesh Declaration of 15 April 1994 på World Trade Organization